# Carmel Muscat
Carmel Muscat (maltesisch: Karmenu Muscat; * 1. November 1961; † 29. Juli 2025) war ein maltesischer Radrennfahrer.

## Sportliche Laufbahn
Muscat war Straßenradsportler und Teilnehmer der Olympischen Sommerspiele 1980 in Moskau. Im Mannschaftszeitfahren kam der Vierer aus Malta mit Joseph Farrugia, Albert Micallef, Carmel Muscat und Alfred Tonna auf den 20. Rang unter 23 Mannschaften. Im olympischen Straßenrennen schied er aus.